# ベネデット・ブリン

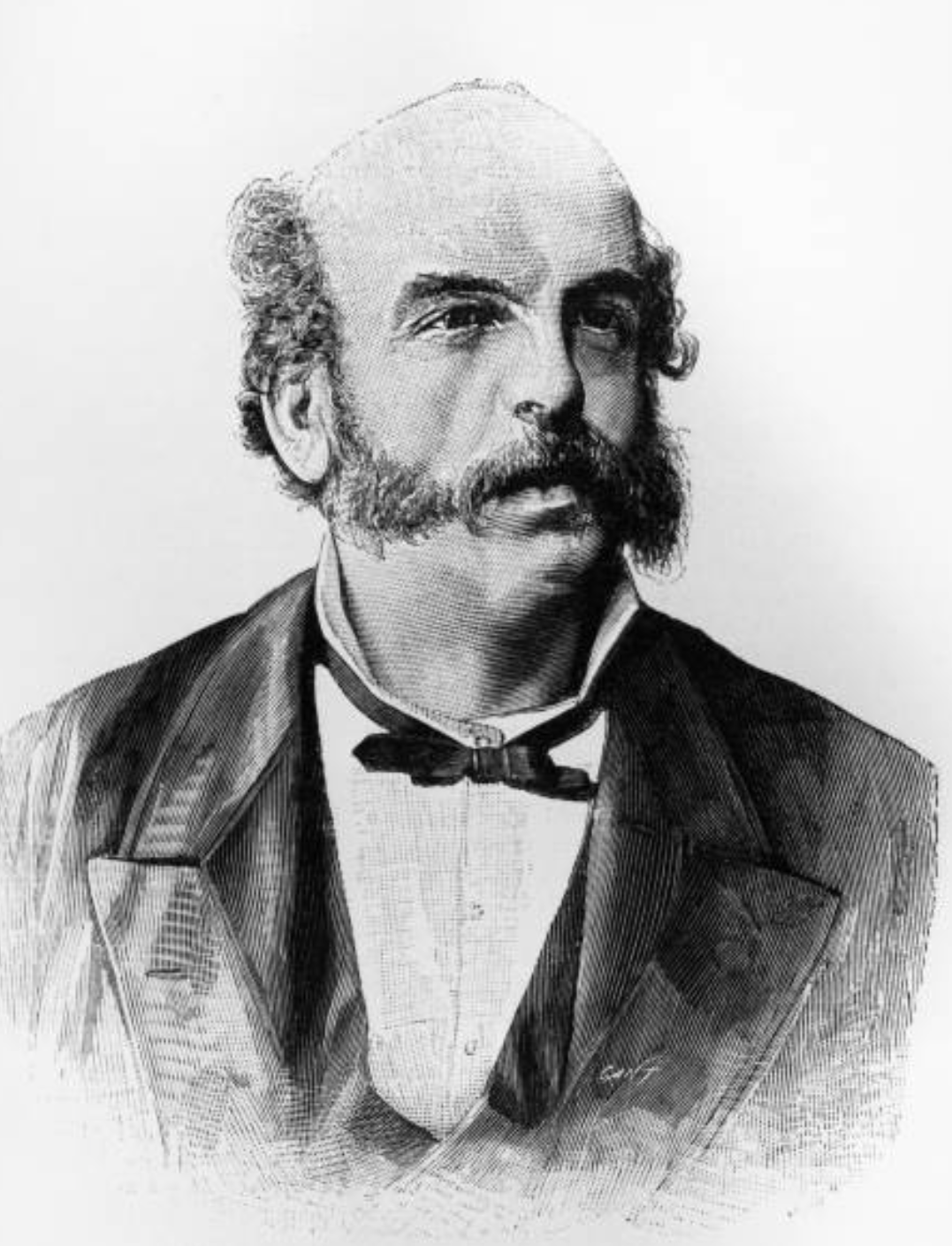
ベネデット・ブリン

ベネデット・ブリン（Benedetto Brin、1833年5月17日 - 1898年5月24日）は、イタリアの海軍軍人、船舶技師、政治家。戦艦ベネデット・ブリンにその名を残している。

## 経歴
トリノ出身。技術畑を経て、1873年に当時の海軍大臣のシモーネ・アントニオ・サンボン提督のもとで次官となった。その後、海軍大臣を通算6期務め、外務大臣も1期務めた。

## Commemoration

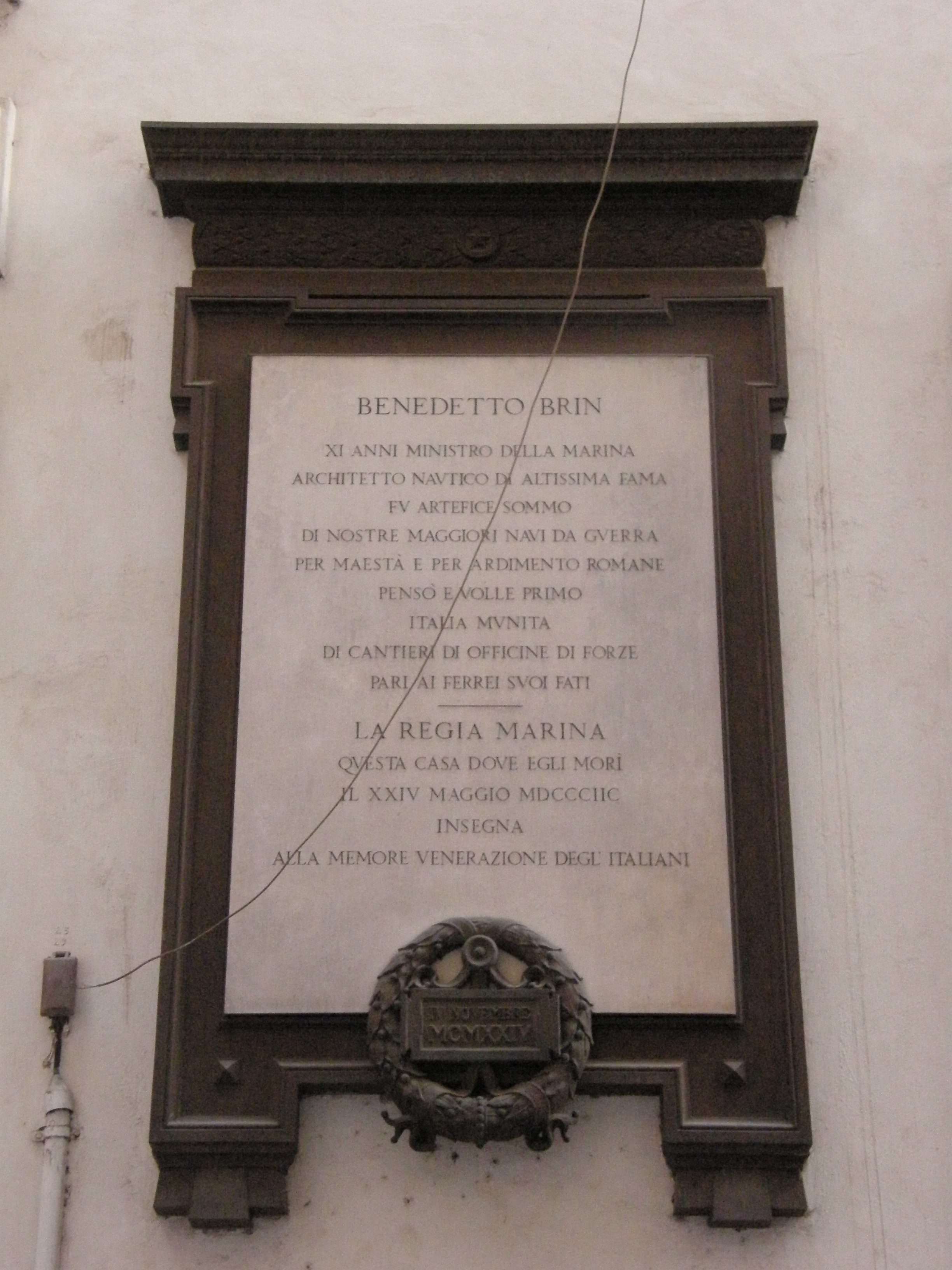
ローマのサンティアポストリ通りにあるベネデットブリンに捧げられたプラーク